# Langfuß-Spitzhörnchen
Das Langfuß-Spitzhörnchen (Tupaia longipes) kommt nördlich des Verbreitungsgebietes des Kalimantan-Spitzhörnchens (Tupaia salatena) in den malayischen Bundesstaaten Sarawak und Sabah, in Brunei und in den angrenzenden indonesischen Gebieten im Norden Borneos vor.

## Merkmale
Das Langfuß-Spitzhörnchen ist eine große Spitzhörnchenart, erreicht eine Kopf-Rumpf-Länge von 19 bis 20 cm, hat einen 18 bis 19 cm langen Schwanz und ein Durchschnittsgewicht von 165 g. Die Hinterfüße sind mit 45 bis 48 mm ungewöhnlich lang und die Ohren haben eine Länge von 12 bis 18 mm. Der Rücken der Tiere ist einheitlich agutibraun (d. h. die Haare sind gebändert) gefärbt, der Bauch ist elfenbeinfarben. Wie viele andere Tupaia-Arten auch zeigt das Langfuß-Spitzhörnchen auf den Schultern helle, kurze Streifen.

## Lebensweise
Das Langfuß-Spitzhörnchen kommt in Primär- und Sekundärwäldern sowie in Plantagen bis in Höhen von 900 Metern vor. Die Tiere sind tagaktiv und vorwiegend terrestrisch (bodenbewohnend). Das von einem Individuum genutzte Territorium ist etwa 7 bis 9 ha groß. Territorien von Männchen und Weibchen überlappen sich fast vollständig, wobei die der Männchen etwas größer sind als die der Weibchen. Die Tiere überwinden täglich eine durchschnittliche Entfernung von 1970 m, was anhand mehrfach wieder eingefangener Individuen ermittelt wurde. Langfuß-Spitzhörnchen ernähren sich vor allem von Ameisen, die einen Anteil von bis zu 98 % des Mageninhaltes ausmachen können. Sie fressen nicht nur die Vollinsekten, sondern auch Eier, Larven und Puppen der Ameisen. Außerdem werden Termiten verzehrt, während Überreste von Würmern, Tausendfüßern und Hundertfüßern bei Magenuntersuchungen noch nie gefunden wurden. Da Ameisen in Plantagen mit geeigneter Bodenbedeckung oft zahlreicher vorkommen als in den beiden Waldtypen sind die Langfuß-Spitzhörnchen in Plantagen häufiger als in Wäldern. Das Langfuß-Spitzhörnchen lebt sympatrisch mit dem Schlank-Spitzhörnchen (T. gracilis), dem Zwergspitzhörnchen (T. minor) und dem Tana (T. tana), in den höheren Regionen seines Verbreitungsgebietes auch mit dem Hochland-Spitzhörnchen (T. montana). In Primärwäldern sind Langfuß-Spitzhörnchen weniger häufig als die anderen Spitzhörnchenarten. Wahrscheinlich vermehren sich Langfuß-Spitzhörnchen das ganze Jahr über. Wie bei anderen Spitzhörnchenarten werden die Jungtiere in Nestern allen gelassen und nur etwa alle 48 Stunden gesäugt. Die aus Blättern bestehenden Nester befinden sich auf dem Erdboden und sind gut getarnt. Sie sind röhrenförmig mit zwei Eingängen und einer Nistkammer in der Mitte.

## Gefährdung
Der Bestand des Langfuß-Spitzhörnchens wird von der IUCN als ungefährdet eingeschätzt.